# Game Boy Color
Game Boy Color (яп. ゲームボーイ カラー, Ге: му Бо: ї Кара:) — портативна ігрова система, спадкоємиця Game Boy, випущена компанією Nintendo 21 жовтня 1998 року в Японії, в листопаді 1998 року в Північній Америці і в 1999 році в Європі.
Ігрова консоль оснащувалася  РК-дисплеєм з кольоровою гамою, яку можна порівняти з NES. Для системи вийшло понад 700 ігор в різних жанрах (аркади, RPG, стратегії, симулятори, спортивні ігри), велику частку ігор складали ігри про всесвіт покемонів (Pokemon). Також виходили ігри в найнесподіваніших для портативної консолі жанрах, наприклад, у жанрі Survival Horror (Alone in the Dark: The New Nightmare та Resident Evil Gaiden).
Спад продажів Game Boy Color настав на початку 2001 року, коли Nintendo випустила нову версію Game Boy - Game Boy Advance.

## Технічні характеристики
- Процесор: 8-розрядний Z80, 8 МГц.
- Пам'ять: основна пам'ять - 32 кбайт, відеопам'ять - 16 кбайт.

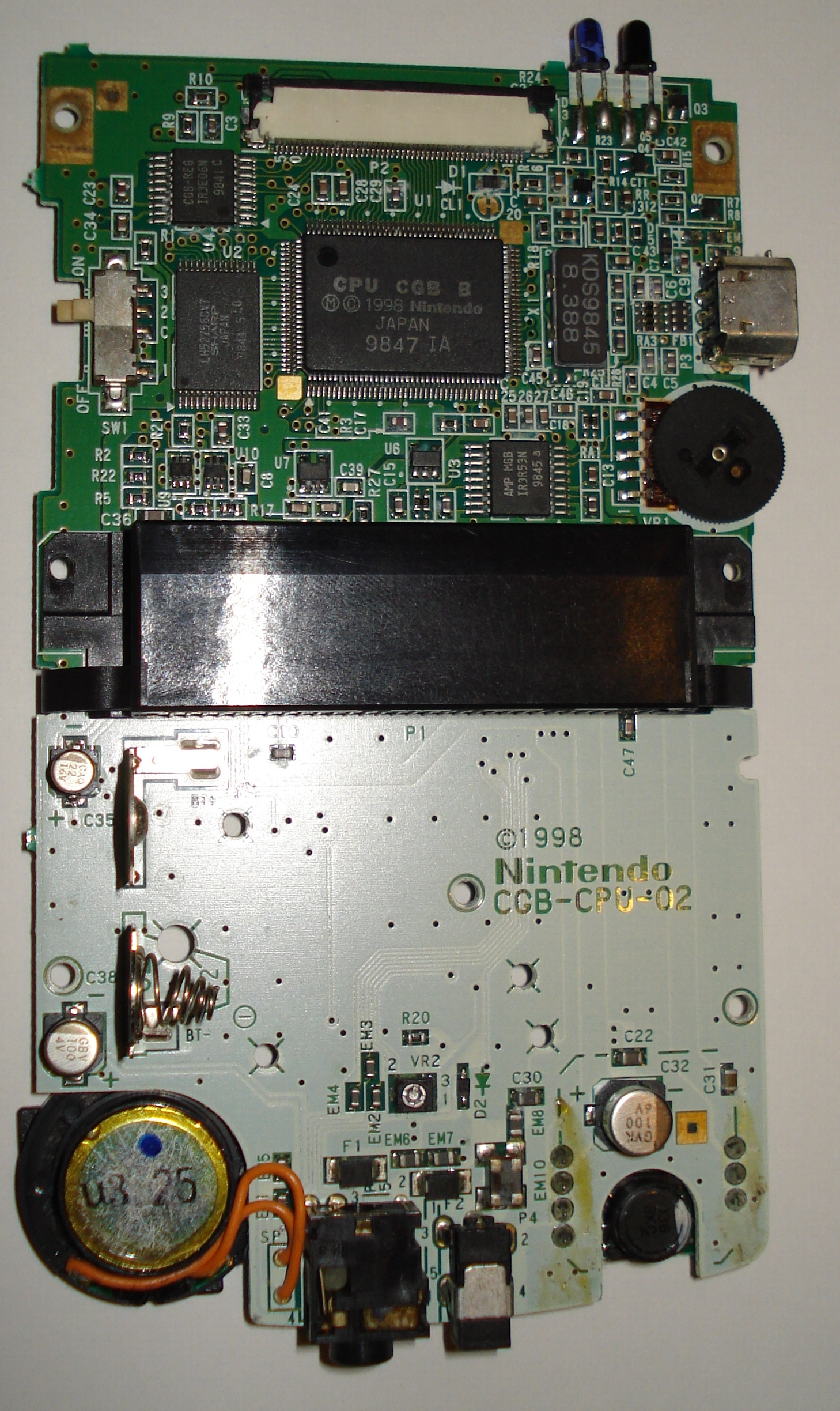
Розібраний Game Boy Color

- Звук: динаміки (моно) / навушники (стерео)
- Екран: 32 тис. кольорів (15 біт), 56 кольорів одночасно, 160 × 144 пікселів, діагональ екрану 60 мм.
- Розміри: 132 × 78 × 26.
- Колір: шість кольорових рішень: фіолетовий, фіолетовий-прозорий (на фото), салатовий, жовтий, синій і фіолетовий.
- Додатково:
  - Послідовний порт;
  -  Інфрачервоний порт.

Працює від 2-х пальчикових батарейок типу AA (3 вольт). Система сумісна з іграми для оригінального Game Boy, які показуються в 4-х кольорах.